# Zhanna Ferrario
Zhanna Ferrario (22 settembre 1993) è una calciatrice ed ex giocatrice di calcio a 5 italiana, centrocampista del Parma.

## Biografia
A maggio del 2024 ha ottenuto, dal Settore Tecnico della FIGC, la Licenza D da allenatrice, dopo aver terminato il corso organizzato dalla LND Campania e superato gli esami relativi al conseguimento della licenza.

## Carriera

### Calcio

#### Club
Ferrario inizia ad appassionarsi al calcio fin da giovanissima, iniziando a giocare all'oratorio del suo paese di residenza rimandendoci fino a quando si trasferisce alla sua prima squadra interamente femminile.
Nell'estate 2016 si trasferisce al Cuneo tornando quindi a disputare la serie A per la stagione entrante. Alla guida tecnica di Gianluca Petruzzelli Ferrario trova però poco spazio, maturando solamente 5 presenze in campionato, condividendo con le compagne il 7º posto in Serie A. Quest'ultima avventura lascia delusa la centrocampista, che medita di ritirarsi dal calcio giocato dedicandosi solo al calcio a 5 nel tempo libero.

## Statistiche

### Presenze e reti nei club (parziali)
Aggiornato al 18 maggio 2025.
| Stagione            | Squadra             | Campionato          | Campionato | Campionato | Coppe nazionali | Coppe nazionali | Coppe nazionali | Coppe continentali | Coppe continentali | Coppe continentali | Altre coppe | Altre coppe | Altre coppe | Totale | Totale |
| Stagione            | Squadra             | Comp                | Pres       | Reti       | Comp            | Pres            | Reti            | Comp               | Pres               | Reti               | Comp        | Pres        | Reti        | Pres   | Reti   |
| ------------------- | ------------------- | ------------------- | ---------- | ---------- | --------------- | --------------- | --------------- | ------------------ | ------------------ | ------------------ | ----------- | ----------- | ----------- | ------ | ------ |
| 2013-2014           | Inter Milano        | A                   | 10         | 1          | CI              | ?               | ?               | -                  | -                  | -                  | -           | -           | -           | 10+    | 1+     |
| 2014-2015           | Inter Milano        | B                   | 20         | 2          | CI              | ?               | 0               | -                  | -                  | -                  | -           | -           | -           | 20+    | 2      |
| 2015-2016           | Inter Milano        | B                   | 13         | 2          | CI              | ?               | 3               | -                  | -                  | -                  | -           | -           | -           | 13+    | 5      |
| Totale Inter Milano | Totale Inter Milano | Totale Inter Milano | 43         | 5          |                 | ?               | 3+              |                    | -                  | -                  |             | -           | -           | 43+    | 8+     |
| 2016-2017           | Cuneo               | A                   | 6          | 0          | CI              | -               | -               | -                  | -                  | -                  | -           | -           | -           | 6      | 0      |
| 2020-2021           | Riozzese Como       | B                   | ?          | ?          | CI              | ?               | ?               | -                  | -                  | -                  | -           | -           | -           | ?      | ?      |
| 2021-2022           | Pomigliano          | A                   | 21         | 0          | CI              | 1               | 0               | -                  | -                  | -                  | -           | -           | -           | 22     | 0      |
| 2022-2023           | Pomigliano          | A                   | 25+2       | 1          | CI              | 4               | 1               | -                  | -                  | -                  | -           | -           | -           | 31     | 2      |
| 2023-2024           | Pomigliano          | A                   | 24         | 3          | CI              | 2               | 1               | -                  | -                  | -                  | -           | -           | -           | 26     | 4      |
| Totale Pomigliano   | Totale Pomigliano   | Totale Pomigliano   | 70+2       | 4          | -               | 7               | 2               | -                  | -                  | -                  | -           | -           | -           | 79     | 6      |
| 2024-2025           | Parma               | B                   | 29         | 12         | CI              | 2               | 1               | -                  | -                  | -                  | -           | -           | -           | 31     | 13     |
| 2025-2026           | Parma               | A                   | 0          | 0          | CI              | 0               | 0               | -                  | -                  | -                  | AWC         | 0           | 0           | 0      | 0      |
| Totale Parma        | Totale Parma        | Totale Parma        | 29         | 12         | -               | 2               | 1               | -                  | -                  | -                  | -           | -           | -           | 31     | 13     |
| Totale club         | Totale club         | Totale club         | 150+       | 20+        | -               | 7+              | 5+              | -                  | -                  | -                  | -           | -           | -           | 157+   | 25+    |